# Crossopetalum panamense
Crossopetalum panamense är en benvedsväxtart som beskrevs av Lundell. Crossopetalum panamense ingår i släktet Crossopetalum och familjen Celastraceae. Inga underarter finns listade.